# Roermonder Straße 279 (Mönchengladbach)

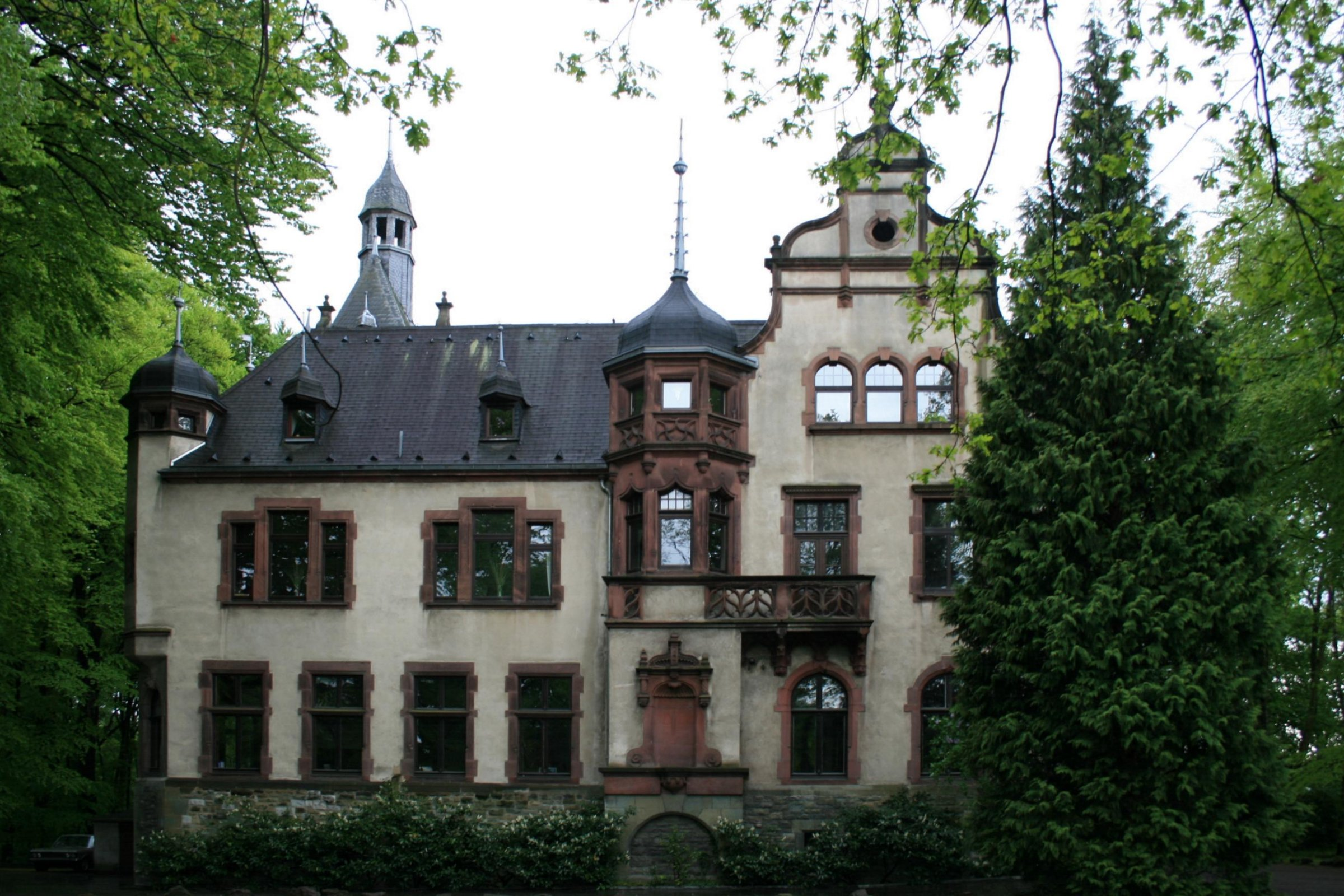
Villa Brandts (2010)

Das Wohnhaus Roermonder Straße 279, genannt Villa Brandts, steht im Stadtteil Venn in Mönchengladbach (Nordrhein-Westfalen).
Die Villa wurde 1898 erbaut und am 2. Juni 1987 unter Nr. R 020 in die Denkmalliste der Stadt Mönchengladbach eingetragen.

## Lage
Das Gebäude liegt inmitten einer Parkanlage an der Roermonder Straße, die straßenseitig durch ein Kutscherhaus mit Remise abgegrenzt wird. 

## Architektur
Die Villa Brandts wurde als ein Konglomerat einzelner Baukörper auf unregelmäßigem Grundriss errichtet. Über einem Sockel in Anröchter Grünsandstein werden die Putzfassaden des zwei- bis dreigeschossigen Gebäudes durch Gliederungs- und Zierelemente aus Rotsandstein in den Übergangsformen von Spätgotik zur Renaissance betont. Asymmetrie und Unregelmäßigkeit der äußeren Gestaltung, vielgestaltige Erker und Giebel an allen Gebäudeseiten sowie hohe Satteldächer betonen den malerischen Aspekt und die Plastizität des Hauses.